# Верховный король Ирландии
Верховный король Ирландии (ирл. Ard Rí Éirinn, англ. High King of Ireland) — в древности глава Ирландии, резиденция которого находилась в королевстве Миде, в Таре. Земли Миде были окружены королевствами Улад, Коннахт, Лейнстер и Манстер, и короли этих королевств были относительно добровольными подданными Верховного короля. Данное деление Ирландии было сакральным, отсылка на него есть в полусакральной же игре фидхелл.
Ритуальный брак Верховного короля с его землёй заключался на «пиру Тары», в Медовом покое — главном пиршественном зале Тары; для его заключения король должен был пройти несколько испытаний — камень Фаль должен был вскрикнуть под ним, и он должен был проехать на колеснице между двумя близко стоящими камнями, которые расступались перед истинным королём. Тема сакрального брака подчёркивается в легенде о Ниалле Девять Заложников, согласившемся разделить ложе со старухой, превратившейся во Власть, и в легенде о сыновьях короля Даре (власть до появления короля — безумная, старая женщина; но власть в Ирландии в конечном счёте женственна и желанна).
Тара также по своему устройству воспроизводила сакральное деление Ирландии: вокруг Медового покоя было четыре зала.
Существовала так называемая «правда короля» (fir flathemon) — магическая гарантия благополучия земель. Король, нарушавший «правду», или даже увечный (то есть неспособный обеспечить счастье и процветание страны), навлекал на свои земли различные беды (поэтому перестал быть королём лишившийся руки Нуаду, бесчестный Брес, а во время правления захватившего власть силой Кайбре Катхенна на колосьях было лишь по одному зерну, а на дубах — лишь по одному жёлудю, не было рыбы в реках и молока у скота). В предании «Сватовство к Эмер» описывается порядок передачи престола раз в семь лет: 7 друидов и 7 филидов ручались за этот договор, чтобы возвести позор и проклятье на нарушившего порядок, и в случае, если будет нарушена «правда короля» — «урожай желудей каждый год, краски всякого цвета, ни одной смерти женщины в родах».
Считается, что в правлениях Верховного короля существовали перерывы; например, действие «Похищения быка из Куальнге» происходит в период такого 5—7-летнего перерыва, при котором правитель Тары не считался Верховным королём.